# Trigana Air
Trigana Air (registrata come Trigana Air Service) è una compagnia aerea con sede a Giacarta, Indonesia. Opera voli di linea passeggeri e cargo verso 12 destinazioni nazionali.

## Storia
La compagnia iniziò le operazioni all'inizio del 1991 con due Beechcraft King Air 200.
A partire dal 2007, la Commissione Europea ha vietato a tutte le compagnie aeree indonesiane, inclusa Trigana Air, di  operare nello spazio aereo dell'Unione europea. Il divieto è stato revocato nel 2018 insieme a tutte le altre compagnie aeree indonesiane.
Il 3 gennaio 2018, Trigana Air è stata insignita del titolo di peggiore in termini di sicurezza aerea con una "valutazione a una stella" su sette da Airlines Ratings. Oltre a Trigana, le altre compagnie aeree classificate come peggiori sono Air Koryo della Corea del Nord, Blue Wing Airlines del Suriname e Buddha Air del Nepal, Nepal Airlines, Tara Air e Yeti Airlines.

## Flotta

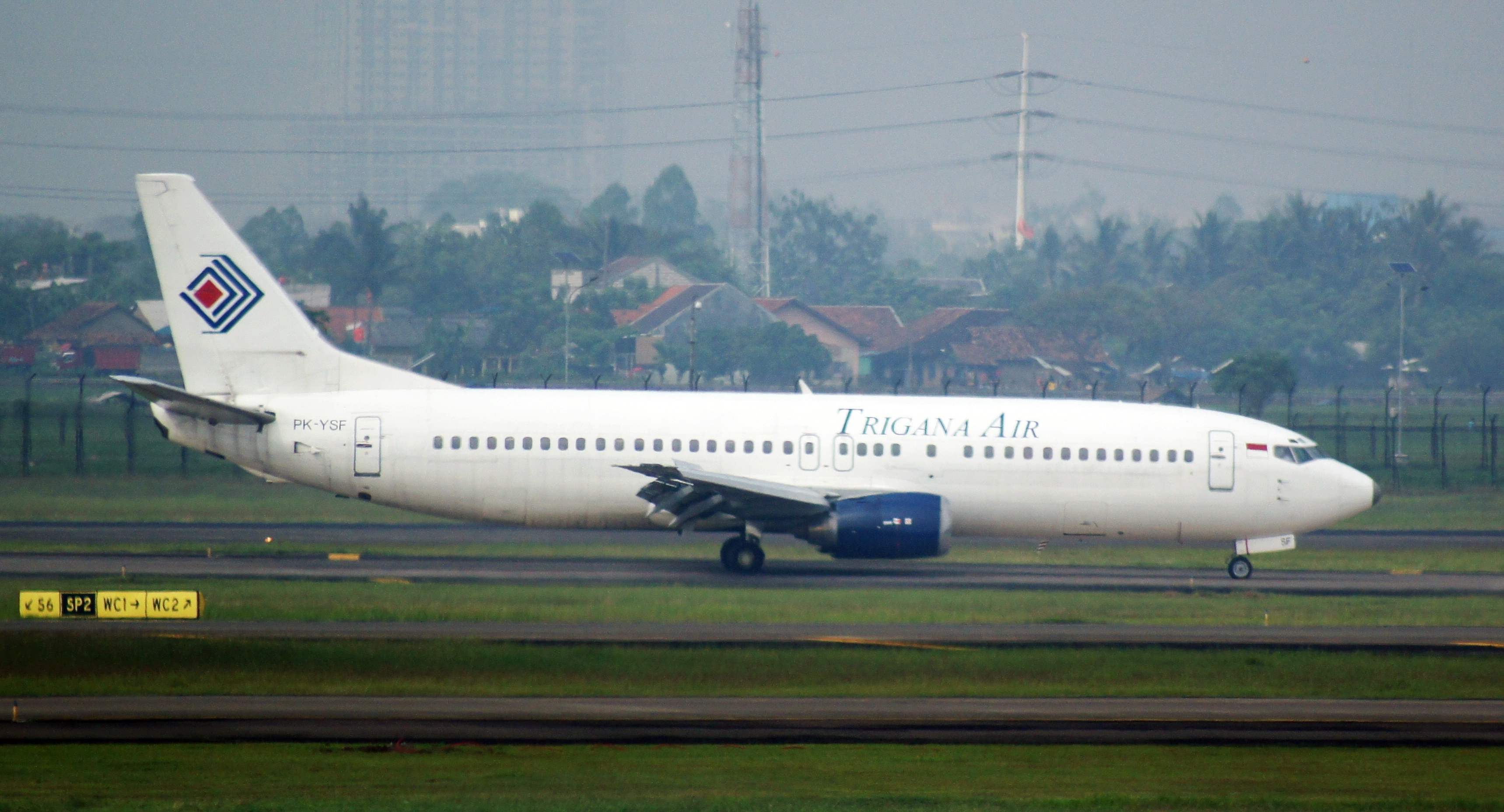
Un Boeing 737-400 nella vecchia livrea.

### Flotta attuale
A settembre 2024 la flotta di Trigana Air è così composta:

### Flotta storica
Trigana Air operava in precedenza con i seguenti aeromobili:

## Incidenti
- Il 17 luglio 1997, il volo Sempati Air 304, un Fokker F27 operato dalla Trigana Air, si schiantò nel quartiere densamente popolato di Margahayu, a Bandung, dopo aver subito un guasto al motore poco dopo il decollo. Nell'incidente persero la vita 28 dei 50 a bordo; molte persone a terra rimasero ferite.[16]
- Il 17 novembre 2006, un Twin Otter, marche PK-YPY, era stato noleggiato dall'amministrazione indonesiana per portare i funzionari a parlare con i residenti in diversi distretti. Volò contro una montagna a un'altitudine di 10 500 piedi (3 200 m). Il relitto venne trovato la mattina successiva. Le vittime furono 12.[17]
- L'11 febbraio 2010, il volo Trigana Air Service 168, un ATR 42-300, subì l'avaria in volo di un motore e l'equipaggio decise di deviare all'aeroporto Internazionale di Sepinggan. L'aereo successivamente atterrò in un campo a circa 18 km dalla destinazione prefissata. Due persone si ferirono gravemente.[18]
- Il 16 agosto 2015, il volo Trigana Air 267, un ATR 42-300, si schiantò durante l'avvicinamento nella regione degli altipiani di Bintang di Oksibil, provocando la morte di tutti i 49 passeggeri e i 5 membri dell'equipaggio. Con 54 morti, è il peggior incidente che coinvolge un ATR 42 e il peggiore della compagnia aerea dalla sua istituzione nel 1991.[19]
- Il 20 marzo 2021, il Boeing 737-400(SF) di marche PK-YSF è uscito di pista dopo il collasso del carrello di atterraggio a Giacarta, in Indonesia, danneggiandosi irreparabilmente. L'aereo era tornato all'aeroporto di partenza in seguito a problemi al sistema idraulico.[20]